# Colbitz-Letzlinger Heide

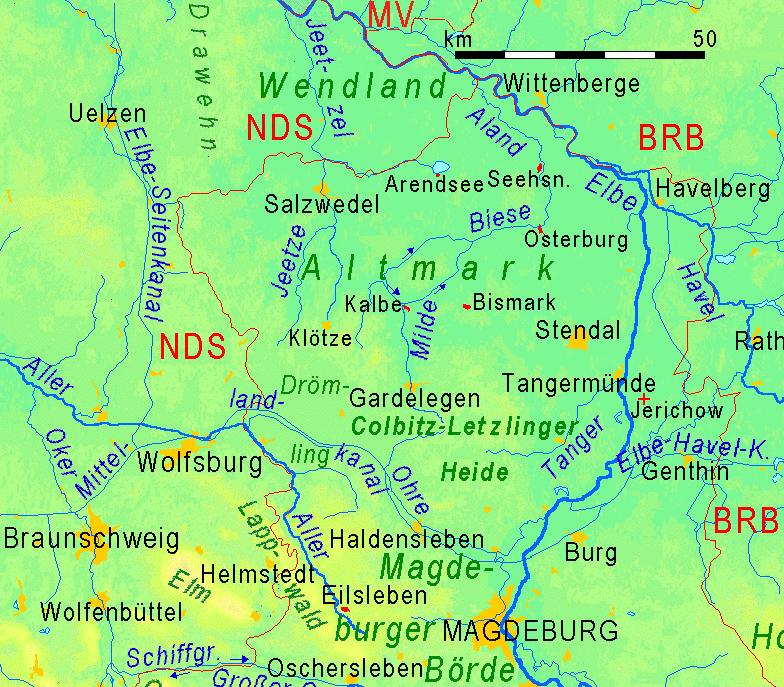
Carte de la région

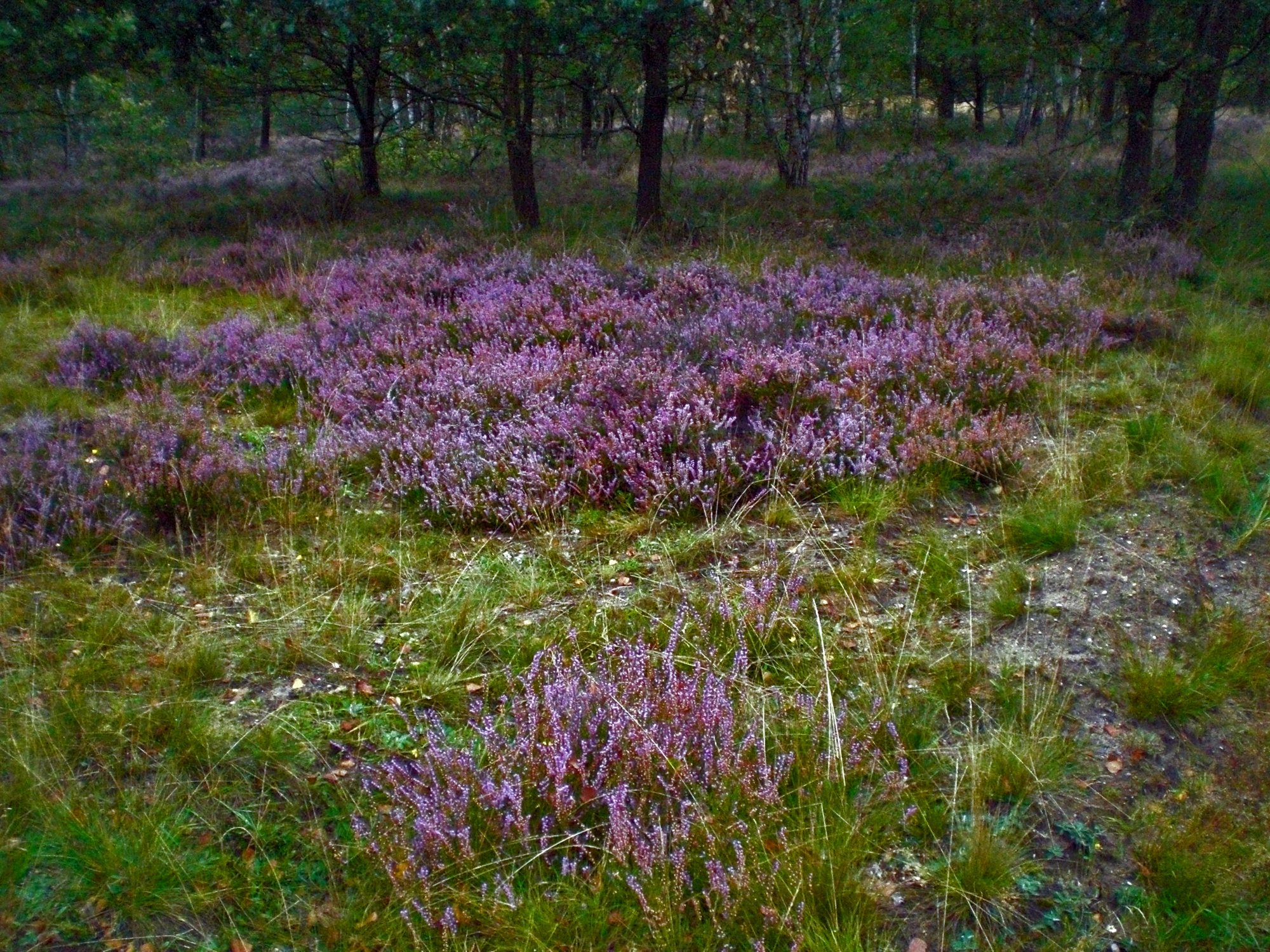
La bruyère en fleur

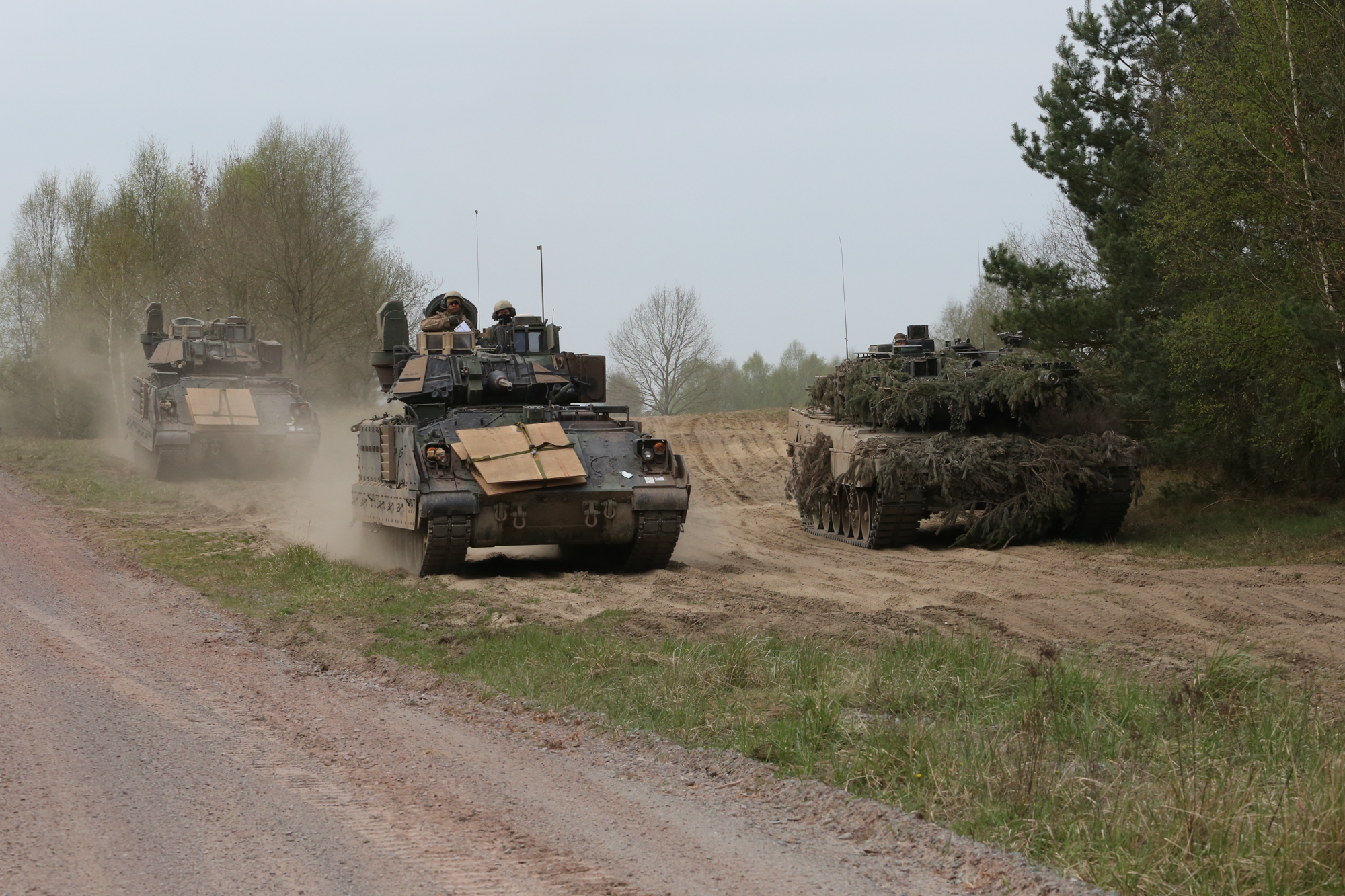
Exercices militaires sur la Colbitz-Letzlinger Heide

La Colbitz-Letzlinger Heide («Lande de Colbitz et Letzlingen») est une lande entre les régions Altmark et Magdeburger Börde en Saxe-Anhalt, Allemagne qui appartient aux arrondissements de la Börde et de Salzwedel. Elle est la plus grande lande en Europe centrale et le plus grand espace ouvert non agricole d'Allemagne. La plus grande partie de la Colbitz-Letzlinger Heide est utilisée comme zone d'entraînement militaire.

## Géographie
La lande est en grande partie inhabitée. Elle s'étend de l'Altmark au nord jusqu'à la rivière Ohre et le Mittellandkanal au sud. Les villes et communes de Gardelegen, Uchtspringe, Tangerhütte, Wolmirstedt, Haldensleben et Calvörde sont situées en bordure de la lande, les villes de Colbitz et Letzlingen, qui donnent leur nom à la région, se trouvant à l'intérieur de la zone. 
Les routes principales sont les routes fédérales B 71 à l'ouest et la B 189 à l'est. Une autoroute est en construction presque parallèle à la dernière.
Un chemin de fer entre Gardelegen et Haldensleben via Letzlingen et ouvert en 1910. La section entre Haldensleben et Letzlingen est fermée et démantelée en 1951, le trafic sur le tronçon entre Gardelegen et Letzlingen cesse en 1991. Un autre chemin de fer reliait Colbitz avec Wolmirstedt de 1903 à 1966.

## Faune et flore
Les plantes typiques de la lande sont le genêt et la bruyère. Au sud, près de Colbitz, se trouve la plus grande forêt de tilleuls fermée d'Europe centrale. En outre, il y a de vastes forêts mixtes avec des chênes et des pinèdes.
La faune include le huppe, le bouleau sauvage, le hobby, les scarabées doré et cerf, le serpent lisse et la vipère.  
Dans les eaux d'amont du Tanger les truites sont revenues, et entre Dolle et Tangerhütte, le castor est également revenu.

## Histoire
L'utilisation militaire de la lande commence en 1934 par l'armée allemande. Les villages de Schnöggersburg, Salchau et Paxförde sont démolis en 1936. Avant 1945, la zone servait notamment de champ de tir pour tester les armes d'artillerie, son longueur étant particulièrement adaptée aux essais des grands canons à longue portée comme le Lourd Gustav. 
De 1946 à 1994 la zone est utilisée par les forces soviétiques en Allemagne, grâce à la taille du site et à la proximité de la frontière à la RFA.
Depuis, la Bundeswehr utilise la zone d'entrainement. Un compromis conclu en 1997 entre la Bundeswehr et le gouvernement de Saxe-Anhalt prévoit que la partie sud de la lande doit être utilisée à des fins civiles à partir de 2006. Après les élections de 2002, l'accord est modifié en 2004 afin que la zone continue à être utilisée à des fins militaires.